# Chiesa di San Gregorio Magno (Gromo)
La chiesa di San Gregorio Magno è un luogo di culto cattolico, si trova sull'antica piazza Dante nel centro storico del paese di Gromo in alta Val Seriana, di proprietà comunale e intitolata a san Gregorio Magno.

## Storia
La chiesa è documentata presente sulla piazza, anticamente chiamata piazza del mercato perché luogo di commercio delle armi bianche di produzione locale, già in un estimo del XV secolo; la costruzione risale al 1335, sicuramente era un oratorio privato della famiglia Buccelleni allora proprietaria del castello. Sul retro della chiesa, su di una pietra risulta impressa la datazione parzialmente rovinata.

È proprio in questa chiesa che nel 1392 venne redatto il documento che definirà i confini del comune di Gromo.

Venne rinominata in un lascito testamentario di Zamboni Strazeri fu Moreschino olim Pecino di Lizzola di due lire imperiali, e nel 1446 un legato di pasum unam plodariarum ad plodariam in Vigna a suo favore.

Venne utilizzata dalla comunità a partire dal 1550 come luogo far parlamento, e completamente ristrutturata verso la fine dell'Ottocento.
La chiesa è proprietà dell'amministrazione comunale.

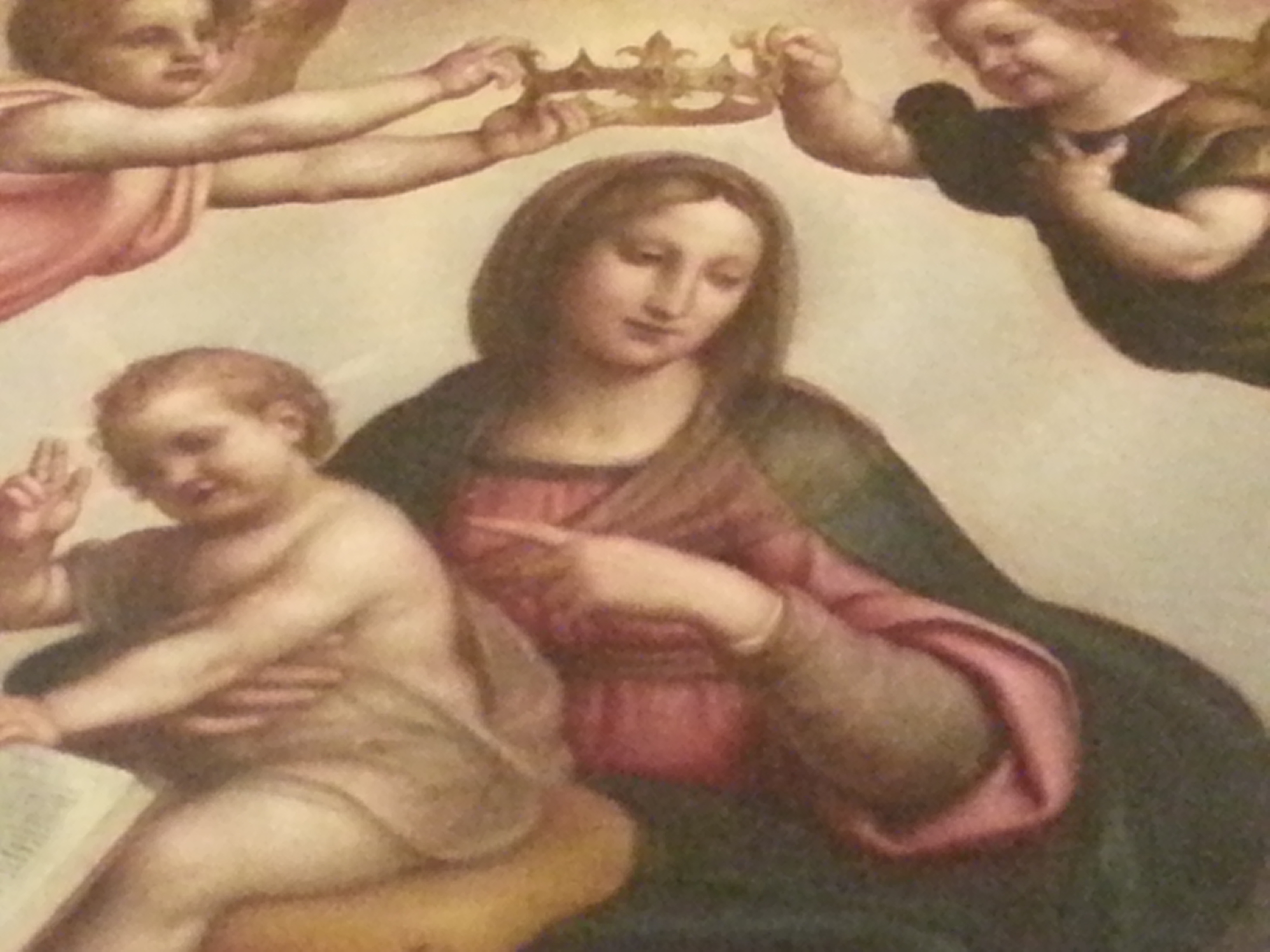
Particolare Madonna col Bambino e santi Gregorio Magno e Carlo Borromeo- Opera di Enea Salmeggia

## Descrizione

### Esterno
Il fronte principale ha il classico orientamento liturgico rivolto a ovest, con abside a est, come era d'uso fin dalle chiese paleocristiane. Posta sulla piazza vi si accede attraverso il portale cinquecentesco in pietra di Sarnico, rialzato da quattro gradini in pietra sagomata.

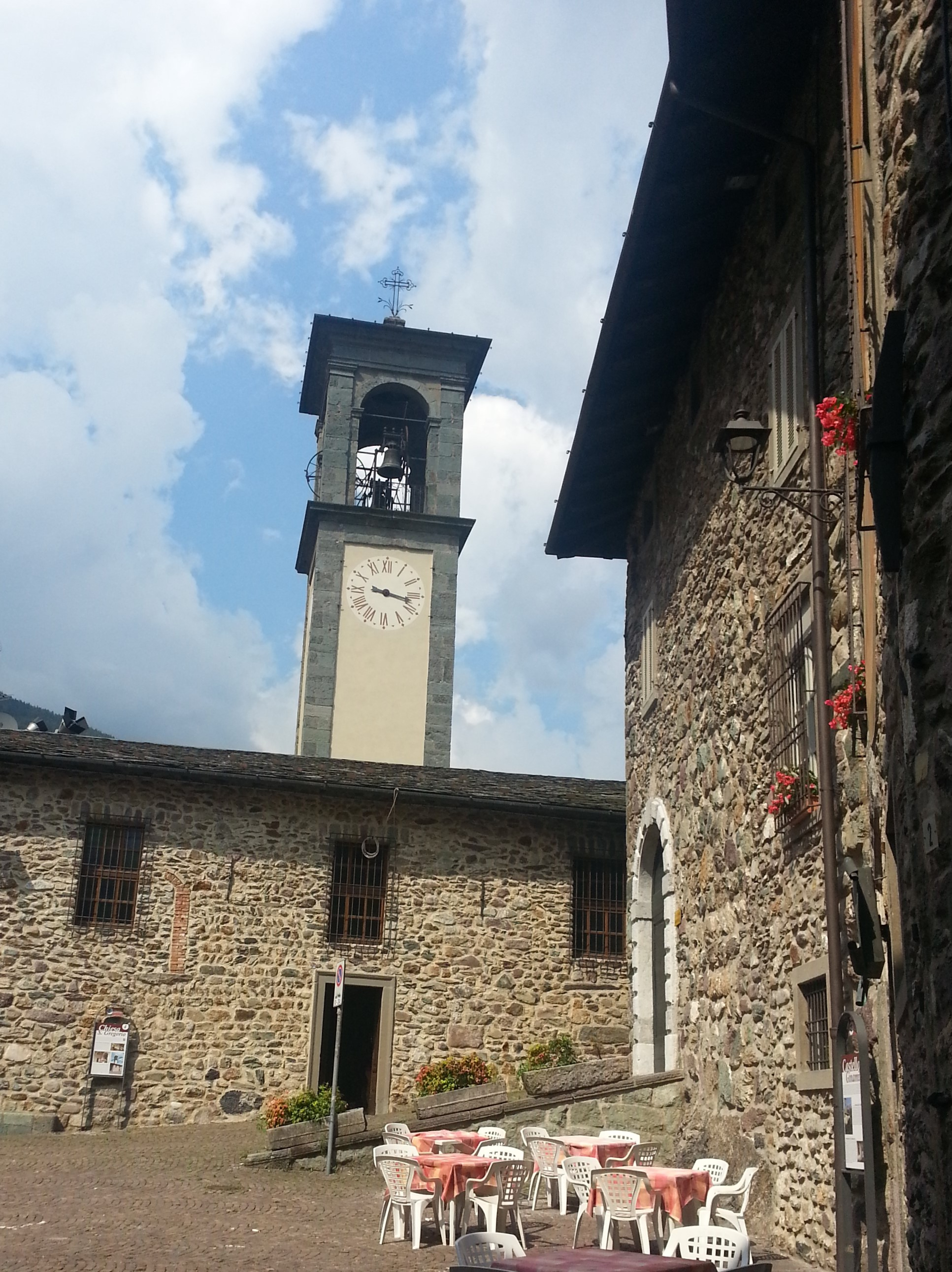
castello Buccelleni e chiesa di san Gregorio

### Interno
L'interno si presenta a pianta rettangolare a unica navata, suddivisa in tre campate da due ordini di lesene, con il soffitto a botte e una decorazione ottocentesca su entrambe le pareti di scarso valore. Tre aperture sono poste sul lato destro illuminano la navata. Il presbiterio è una rientranza più stretta rispetto all'aula accessibile da uno scalino in pietra, con l'altare ligneo di semplice fattura posto sulla zona absidale piatta. In un'ancona lignea seicentesca, composta da due colonne corinzie laterali che sorreggono il timpano spezzato con al centro la colomba dello Spirito Santo, stile barocco alpino, vi è posta la pala della Sacra conversazione di Enea Salmeggia detto il Talpino. 

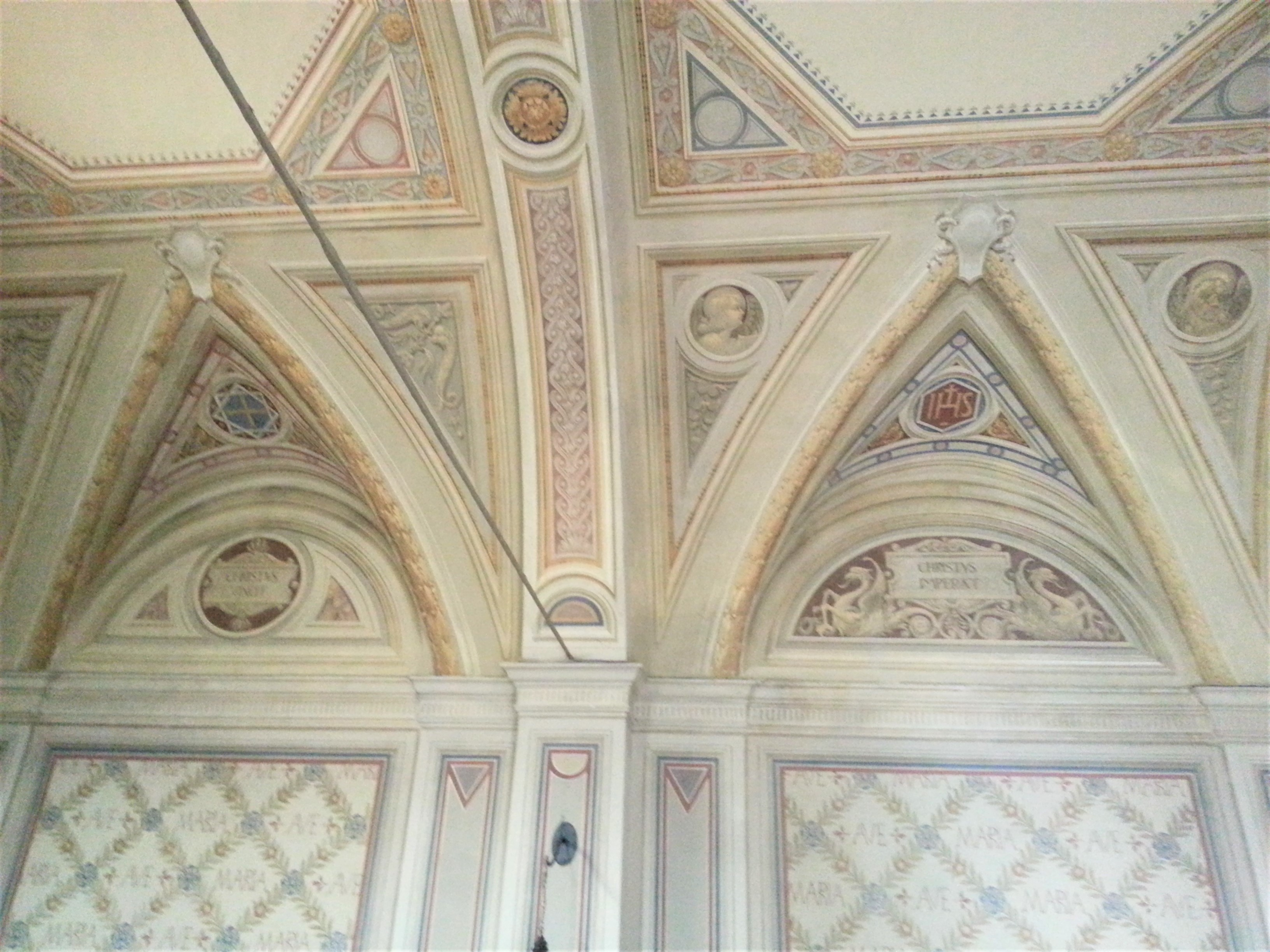
Decori sulla campata a nord

La tela è di particolare interesse anche come documento storico, viene infatti raffigurato il paese nel 1625, come si presentava prima della rovina che distrusse buona parte del paesaggio che l'artista ha dipinto.

### Vergine con Bambino e santi
Il dipinto posto come pala d'altare Vergine con Bambino e santi è indicato in un atto notarile del 1521.  Il documento, datato 29 aprile 1621, riporta che don Francesco Scuri, pagò al pittore Enea Salmeza talpino Pittore di Bergamo, 5 zecchini come buon conto e caparra per un quadro che doveva essere eseguito per la chiesa di San Gregorio per un totale che doveva essere di 62,10 lire. Successivamente Donato Ginami altre 139.10 lire, e il saldo nel febbraio 1626 di altre 70 lire che erano il contributo della comunità di Gromo.

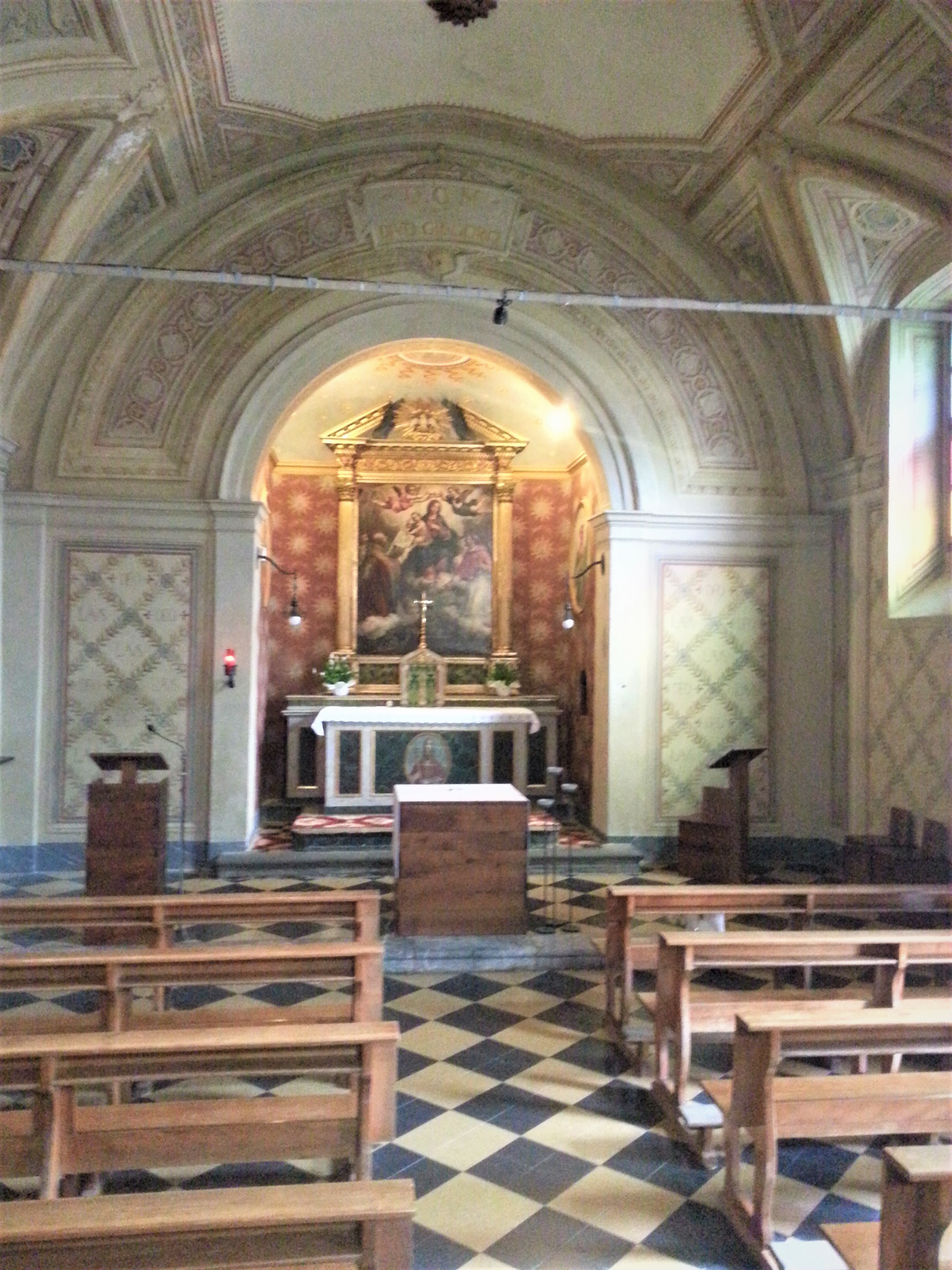
Chiesa di san Gregorio Magno (Gromo) -interno

I pagamenti confermano quanto scritto e firmato in calce alla tela:
La pala, olio su tela, dalle misure di 160x220 cm., raffigura una Sacra conversazione, la Madonna con Bambino e i santi Gregorio Magno e Carlo Borromeo, riprendendone una del 1603 ora Milano nel Pinacoteca del Castello Sforzesco.
La pittura rappresenta, nella parte bassa della tela, il paese di Gromo così come era nei primi anni del XVII secolo, e risulta un documento importante, essendo stato questo in parte distrutto dalla frana del 1666; il livello superiore raffigura i santi, sulla parte destra del quadro San Gregorio Magno con alle spalle un chierico che regge la ferula simbolo papale, forse ritratto di un Ginami, sulla parte sinistra San Carlo Borromeo di atto di genuflettersi, al livello superiore la Madonna col Bambino tra le braccia, al livello superiore due angeli raffiguranti la luce di Dio, chiaro esempio di rappresentazione controriformista.

Ma il quadro può essere letto anche in senso antiorario, partendo da san Carlo Borromeo che porgendo le mani chiede intercessione e protezione alla Madonna per il paese ai suoi piedi, la Madonna, guardandolo, gli indica il Bambino come suo intercessore, mentre quest'ultimo, incurante di loro, porge il Vangelo al papa Gregorio indicandogli, nella parola di Dio, la sola guida da seguire.